# Pseudalsomyia pilifacies
Pseudalsomyia pilifacies är en tvåvingeart som beskrevs av Louis-Paul Mesnil 1968. Pseudalsomyia pilifacies ingår i släktet Pseudalsomyia och familjen parasitflugor. Inga underarter finns listade i Catalogue of Life.